# 氯化六氯合铁(III)酸甲铵
氯化六氯合铁(III)酸甲铵是甲胺形成的一种盐，化学式为(CH3NH3)4[FeCl6]Cl。

## 性质
这种化合物是橙色晶体，六个氯和中心的铁配位，形成八面体几何构型，而间隙氯离子被周围带正电荷的甲铵阳离子静电吸引。
化合物中[FeCl6]3−配离子作为路易斯酸，甲铵离子作为路易斯碱。这种化合物具有潮解性。

## 制备
甲胺盐酸盐（CH3NH3Cl）和无水氯化铁在浓盐酸中加热反应，蒸去溶剂后结晶，晶体经过真空干燥处理。